# Forza Motorsport 7
Forza Motorsport 7 je závodní videohra z roku 2017, kterou vyvinulo studio Turn 10 Studios a vydala společnost Xbox Game Studios. Hra byla vydána 3. října 2017 pro Windows a Xbox One.

## Hratelnost
Forza Motorsport 7 je závodní videohra s více než 700 vozy. K dispozici je více než 200 různých konfigurací, na kterých můžete závodit po 32 závodních tratích. Mezi dvě novinky v titulu Motorsport patří dynamické počasí (dříve známé z titulů Horizon) a přizpůsobitelní jezdci.

## Vývoj
Forza Motorsport 7 byla vyvíjena společností Turn 10 Studios. Hra na konzoli Xbox One X běží v rozlišení 4K a při 60 FPS (snímcích za sekundu). Hra využívá herní engine ForzaTech, který navrhla společnost Microsoft.

## Vydání
Hra Forza Motorsport 7 byla oznámena 11. června 2017 na tiskové konferenci společnosti Microsoft během veletrhu E3 2017. Spolu se hrou byl odhalen i model Porsche 911 GT2 RS, který je součástí šestileté licenční smlouvy mezi společností Microsoft a výrobcem automobilů Porsche. Hra byla uvedena současně na Windows a Xbox One. První měsíční balíček aut s názvem „Samsung QLED TV Forza Motorsport 7 Car Pack“ byl vydán 7. listopadu 2017.
Hra byla 15. září 2021 vyřazena z prodeje a z Xbox Game Passu kvůli vypršení platnosti licencí.

## Recenze
Podle agregátoru recenzí Metacritic získala Forza Motorsport 7 „obecně příznivé“ recenze. V anketě Game Informer´s Reader’s Choice Best of 2017 Awards se hra umístila na prvním místě v kategorii „Nejlepší závodní hra“, zatímco v kategorii „Nejlepší hra Microsoftu“ se umístila na třetím místě společně se hrou Slime Rancher. V anketě IGN´s Best of 2017 Awards vyhrála cenu za „Nejlepší závodní hru“, zatímco další nominace získala za „Nejlepší hru pro Xbox One“ a „Nejlepší grafiku“.

## Ocenění a nominace
| Rok  | Ocenění                                      | Kategorie                                | Výsledek  | Ref.          |
| ---- | -------------------------------------------- | ---------------------------------------- | --------- | ------------- |
| 2017 | Game Critics Awards                          | Nejlepší závodní hra                     | vítězství | [ 16 ]        |
| 2017 | Gamescom 2017                                | Nejlepší hra pro konzoli (Xbox One)      | nominace  | [ 17 ] [ 18 ] |
| 2017 | Gamescom 2017                                | Nejlepší závodní hra                     | vítězství | [ 17 ] [ 18 ] |
| 2017 | Golden Joystick Awards                       | Hra roku pro Xbox                        | nominace  | [ 19 ]        |
| 2017 | The Game Awards 2017                         | Nejlepší sportovní/závodní hra           | vítězství | [ 20 ]        |
| 2017 | Titanium Awards                              | Nejlepší sportovní/závodní hra           | vítězství | [ 21 ]        |
| 2018 | 21. ročník udílení cen D.I.C.E.              | Závodní hra roku                         | nominace  | [ 22 ]        |
| 2018 | Ocenění Národní akademie recenzentů videoher | Hra, závodní franšíza                    | vítězství | [ 23 ] [ 24 ] |
| 2018 | Ocenění Národní akademie recenzentů videoher | Výkon ve sportovní hře (Josef Newgarden) | vítězství | [ 23 ] [ 24 ] |
| 2018 | Ocenění Národní akademie recenzentů videoher | Výkon ve sportovní hře (Ken Block)       | nominace  | [ 23 ] [ 24 ] |